# Viktor Krovopuskov
Viktor Alekseevič Krovopuskov (in russo Виктор Алексеевич Кровопусков?; Mosca, 29 settembre 1948) è un ex schermidore sovietico, dal 1992 russo, vincitore di quattro medaglie d'oro nella scherma ai giochi olimpici. Vincitore anche di due Coppe del Mondo di scherma.